# Labeobarbus mbami
Labeobarbus mbami es una especie de peces de la familia Cyprinidae, orden Cypriniformes.
Son peces dulceacuícolas del río Mbam (Camerún) que pueden llegar alcanzar los 15,1 cm de longitud total.